# عاد لينتقم (فلم)
عاد لينتقم هو فيلم مصري صدر عام 1988، من إخراج ياسين إسماعيل ياسين وبطولة عزت العلايلي ورجاء الجداوي وإيمان وأنور إسماعيل.

## القصة
الدكتور هاشم يعانى من أزمة، لأنه فقد ابنته الطفلة في حادث سيارة، نتيجة إهماله، ينتابه الإحساس بالذنب، لا يدهش حين يسمع أصواتًا غريبة من الفيلا الجديدة التي استأجرها لكى يبتعد عن ذكريات بيته القديم، ويتصور أن روح ابنته تلاحقه. ولكنه يكتشف أن الروح لطفل وليست لطفلة، وأن هذا الطفل يتصل به اتصالا مباشرا من خلال جهاز التسجيل الموجود في الفيلا، وبذلك يستطيع التحدث إليه وإعطاءه بعض الجمل القصيرة التي تصلح مفاتيح لحل اللغز، وتقوده هذه التفاصيل إلى أحد رجال المجتمع البارزين الذي يتطابق اسمه مع اسم الطفل، ونفهم أن هذا الرجل مزور انتحل اسم الطفل لكى يرث ثروته الكبيرة ومنها ذلك القصر والعزبة التي دفن فيها الطفل. ينكر الرجل في أول الأمر، لكنه يرسل رجاله إلى الدكتور هاشم لكى يحاولوا تخويفه حتى يبتعد عن هذا الموضوع، لكن الدكتور هاشم يمضى في خطته مدفوعا بتشجيع صاحبة الفيلا التي استأجرها لأنها تريد أن تعرف سر الأرواح التي تسكن القصر وايضاً بسبب إلحاح روح الطفل التي تدوام على الاتصال بالطبيب حتى يتم الثأر له، الطبيب يرى وهو في القصر مشهدا كأنه حلم يسقط فيه رجل الأعمال القاتل صريعاً بسبب اختناق غريب، يكتم انفاسه ويجرى الطبيب إلى بيت رجل الأعمال، ليكتشف أن فعلاً قد مات.

## طاقم التمثيل
- عزت العلايلي
- إيمان
- رجاء الجداوي
- أنور إسماعيل
- نبيل الشاذلي
- زياد مكوك
- السيد الحسيني الفلكي

## دور السيد الحسيني في الفيلم
قام المخرج ياسين إسماعيل ياسين بالاستعانة بالسيد الفلكي في الفيلم، و هو شخص روحاني وساحر حقيقي لكي يعطي للفيلم بعض الواقعية من خلال التظاهر بأنه يؤدي إحدى تعاويذه بشكل تمثيلي. قام السيد الحسيني بخداع المخرج و قام بأداء تعويذة العزيمة البرهاتية كاملة بشكل صحيح. عندما عرض هذا الفيلم في السنيمات لاحظ المشاهدون أشياء غريبه تحدث لهم فتم منع الفيلم من العرض.

## وصلات خارجية
- مقالات تستعمل روابط فنية بلا صلة مع ويكي بيانات